# Kloster Le Bouschet-Vauluisant
Das Kloster Le-Bouschet-Vauluisant (Vallis lucida), nicht zu verwechseln mit Kloster Vauluisant, ist eine ehemalige Zisterzienserabtei im Département Puy-de-Dôme, Region Auvergne in Frankreich. Das Kloster liegt in der Gemeinde Yronde-et-Buron rund 15 km nördlich von Issoire in einem Bachtal.

## Geschichte
Das Kloster wurde 1192 von Robert IV., Graf der Auvergne, auf Grund eines Gelübdes gestiftet, jedoch verlangte das Generalkapitel des Zisterzienserordens einen Neubau, da die ursprünglichen Gebäude nicht den Regeln entsprachen. Rogers Sohn, Graf Guido II., machte 1221 eine größere Schenkung und gilt daher als zweiter Stifter. Das Kloster wurde vom Kloster Féniers besetzt und gehörte damit der Filiation der Primarabtei Morimond an. Das Kloster diente als Grablege für die Nachkommen von Robert IV. Während der Französischen Revolution fand es 1791 sein Ende. In der Folge wurde es abgebrochen. Die Steine des Klosters sind in Gebäuden der Umgebung verbaut.

## Bauten und Anlage
Erhalten sind einige Mauerreste des Klosters, die Pforte und ein Teil der Klostermauern. In die Kirche von Yronde sind Teile der beweglichen Ausstattung gelangt, darunter eine geschnitzte Altartafel aus dem 17. Jahrhundert und eine Madonnenstatue aus Alabaster (16. Jahrhundert). Eine Glocke aus dem Jahr 1320 ist in der Kapelle von Buron wiederverwendet worden.